# Jan Matouš
Pour les articles homonymes, voir Matouš.
Jan Matouš, né le 30 mai 1961 à Vrchlabí, est un biathlète tchécoslovaque.

## Biographie
Il remporte une médaille d'argent aux Championnats du monde junior en 1981 sur le relais. Il dispute ses premiers championnats du monde sénior en 1983, après avoir obtenu deux tops dix en Coupe du monde. Il participe aux Jeux olympiques 1984 à Sarajevo, où il termine neuvième du sprint. En 1986, il monte sur son premier podium individuel en Coupe du monde, sur l'individuel de Lahti.
En 1987, il remporte la médaille de bronze de l'individuel aux Championnats du monde, puis termine la saison à la troisième place du classement général de la Coupe du monde, grâce notamment à trois podiums durant hiver dont une victoire sur l'individuel de Borovets. Il remporte sa deuxième victoire en Coupe du monde sur la même épreuve et au même endroit deux ans plus tard.
En 1990 à Oslo, il remporte la médaille d'argent aux Championnats du monde dans l 'épreuve par équipes avec Tomáš Kos, Ivan Masařík et Jiří Holubec.
Il prend sa retraite sportive en 1992.

## Palmarès

### Jeux olympiques d'hiver
| Épreuve / Édition | Individuel | Sprint | Relais |
| ----------------- | ---------- | ------ | ------ |
| JO 1984 Sarajevo  | 10e        | 9e     | 6e     |
| JO 1988 Calgary   | 14e        | 16e    | 11e    |

### Championnats du monde
| Épreuve     | 1983 à Antholz | 1985 à Ruhpolding | 1986 à Oslo | 1987 à Lake Placid                 | 1989 à Feistritz | 1990 à Minsk et Oslo              | 1991 à Lahti |
| ----------- | -------------- | ----------------- | ----------- | ---------------------------------- | ---------------- | --------------------------------- | ------------ |
| Individuel  | 43e            | 17e               | 13e         | Médaille de bronze, Coupe du Monde | -                | 14e                               | -            |
| Sprint      | 23e            | 26e               | 5e          | 13e                                | 49e              | -                                 | -            |
| Relais      | 6e             | 6e                | 6e          | 9e                                 | -                | -                                 | 10e          |
| Par équipes | x              | x                 | x           | x                                  | 14e              | Médaille d'argent, Coupe du Monde | 5e           |

### Coupe du monde
- Meilleur classement général : 3e en 1987.
- 6 podiums individuels : 2 victoires, 2 deuxièmes places et 2 troisièmes places.

#### Liste des victoires
2 victoires
| Saison               | Date            | Lieu     | Discipline       |
| -------------------- | --------------- | -------- | ---------------- |
| 1986–1987 1 victoire | 8 janvier 1987  | Borovets | 20 km individuel |
| 1988–1989 1 victoire | 19 janvier 1989 | Borovets | 20 km individuel |